# Eskibalta, Yedisu
Eskibalta là một xã thuộc huyện Yedisu, tỉnh Bingöl, Thổ Nhĩ Kỳ. Dân số thời điểm năm 2010 là 127 người.